# Grzegorz IV (papież)
Grzegorz IV (ur. w Rzymie, zm. 25 stycznia 844) – 101. papież w okresie od grudnia 827 do 25 stycznia 844.

## Życiorys
Był Rzymianinem, pochodzącym z rodziny arystokratycznej; kardynałem-prezbiterem od św. Marka. Wybrany został już w październiku, lecz wstrzymał się z konsekracją do czasu zgody legata cesarza Lotara I. Gdy zgodę tę uzyskał, złożył przysięgę posłuszeństwa 29 marca 828 roku.
W czasie swojego pontyfikatu prowadził spory z cesarzem Ludwikiem I Pobożnym oraz jego synami Lotarem I, Pepinem i Ludwikiem Niemieckim o prymat władzy w państwie Franków. Papież zdecydował się poprzeć Lotara I, by zażegnać konflikt, co zostało źle odebrane przez biskupów frankońskich. Jednak uznał on, że jest władny rozwiązać ten konflikt i udał się na negocjacje, które ostatecznie nie przyniosły efektu. Oszukany Grzegorz powrócił do Rzymu i dopiero po krwawym rozwiązaniu sporu między braćmi, stosunki Kościoła z Frankami zostały odnowione.
W 835 wprowadził obchodzenie uroczystości Wszystkich Świętych w dniu 1 listopada. W 832 roku nadał paliusz Ansgarowi i mianował go legatem papieskim na Skandynawię, a także polecił mu misję chrystianizacji Słowian.
Za pontyfikatu Grzegorza IV, po 115 latach na wschodzie zakończono spór o kult obrazów (ikonoklazm). W Ostii wybudował twierdzę Gregoriopolis, jako główną budowlę obronną przed Saracenami, którzy podbili Sycylię w 827 roku. Papież odnowił akwedukt Janiuculum; po śmierci został pochowany na Watykanie.